# Igor Tomašić
Igor Tomašić (Bulgaars: Игор Томашич) (Kutina, 14 december 1976) is een Kroatisch-Bulgaars gewezen voetballer die bij voorkeur als verdediger speelde. Hij verruilde in 2011 het Griekse AO Kavala voor het Cypriotische Anorthosis Famagusta. In 2006 debuteerde hij in het Bulgaars voetbalelftal.
Tomašić speelde in zijn carrière  voor onder meer de Nederlandse clubs Roda JC, Willem II Tilburg en MVV. Zijn grootste successen boekte Tomasic bij Levski Sofia, waarmee hij landskampioen werd in 2006 en 2007 en de Beker van Bulgarije won in 2005 en in 2007.
In augustus 2006 speelde Tomašić zijn eerste interland voor Bulgarije tegen Wales (0-0 in Swansea).

## Carrière
- 1988-1994: Moslavina Kutina
- 1995-1997: Dinamo Zagreb
- 1997-1999: Roda JC
- 1999-2000: MVV
- 2000-2002: Roda JC
- 2002-2003: RC Genk
- 2003-2005: Hapoel Petah Tikva
- 2005-2008: Levski Sofia
- 2008-2010: Maccabi Tel Aviv
- 2010-2011: AO Kavala
- 2011-2012: Anorthosis Famagusta